# پاترنو کالابرو
پاترنو کالابرو (به ایتالیایی: Paterno Calabro) یک کومونه در ایتالیا است که در استان کزنتزا واقع شده‌است.

## خصوصیات
پاترنو کالابرو ۲۳ کیلومترمربع مساحت و ۱٬۳۷۰ نفر جمعیت دارد و ۶۸۰ متر بالاتر از سطح دریا واقع شده‌است.